# Міура Такасі
Такасі Міура (яп. 三浦 隆司, англ. Takashi Miura; нар. 14 травня 1984) — японський боксер - професіонал, який виступав в другій напівлегкій ваговій категорії. Колишній чемпіон світу в другій напівлегкій вазі за версією WBC (2013 — 2015).

## Професіональна кар'єра
Міура на професійному рингу дебютував в 2003 році в легкій ваговій категорії.
19 вересня 2007 року в бою за титул чемпіона Японії в легкій вазі програв співвітчизнику Юсуке Коборі.
У 2009 році вийшов на ринг з непереможеним співвітчизником Есіміцу Ясіро в бою за титул чемпіона Японії в другій напівлегкій вазі. Поєдинок не виявив переможця і була зафіксована нічия. Пізніше відбувся реванш, Міура нокаутував Ясіро в 7-му раунді.
31 січня 2011 року Міура вийшов на ринг з чемпіоном світу за версією WBA Такасі Утіямой. Міура відправив чемпіона в нокдаун у третьому раунді, але Утіяма переламав хід бою і виграв його достроково у 8 раунді.

### Міура проти Діаса
8 квітня 2013 року Такасі Міура нокаутував мексиканця Гамаліеля Діаса і став новим чемпіоном світу в другій напівлегкій вазі за версією WBC. За поєдинок Міура чотири рази відправляв мексиканця на канвас і повністю домінував в бою.
31 грудня 2013 року Міура нокаутував мексиканця Данте Джордона.

### Міура проти Варгаса
21 листопада 2015 року Міура проводив захист титулу проти мексиканця Франсіско Варгаса і поступився нокаутом у 9 раунді, втративши звання чемпіона. Вже у 1 раунді Варгасу вдалося потрясти Міуру. Такасі витримав натиск мексиканця і поступово почав перехоплювати ініціативу. В 4 раунді йому вдалося лівим прямим відправити Варгаса у нокдаун. У 8 раунді Такасі знов потряс мексиканця. Розуміючи, що він програє бій, Франсіско з перших секунд 9 раунду кинувся в атаку і після кількох влучань зумів надіслати Міуру у важкий нокдаун. Такасі піднявся, але після серії ударів Варгаса, що кинувся добивати Міуру, рефері зупинив бій.
Бій Міура - Варгас був визнаний *боєм року* за версією журналу The Ring і WBC

### Міура проти Романа
28 січня 2017 року відбувся бій Такасі Міура - Мігель Роман. Бій проходив у розмінах, поки мексиканець не втомився і не уповільнився. Міура у 10 і 11 раундах надіслав суперника у нокдаун, а у 12 нокаутував, ставши обов'язковим претендентом на титул чемпіона WBC.

### Міура проти Берчельта
15 липня 2017 року відбувся бій за звання чемпіона WBC у другій напівлегкій вазі Мігель Берчельт -Такасі Міура. Мексиканець, що проводив перший захист титулу, працював на відходах і вже у першому раунді надіслав Міуру у нокдаун. В подальшому Міура увесь час ішов вперед, а Берчельт відстрелювався, здобувши перемогу одностайним рішенням суддів — 116-111, 119-108, 120-107.